# Wander Antunes
Wander Antunes (Jataí, 1966) é um escritor, ilustrador e quadrinista brasileiro.

## No Brasil
Aos 16 anos, mudou-se para Cuiabá, onde editou as revistas  Vôte! e Estação Leitura. As duas publicações reuniam histórias em quadrinhos, crônicas, poesias e contos de autores matogrossenses. Estação Leitura, produzida com apoio da Secretaria de Cultura de Mato Grosso, era distribuída gratuitamente em pontos de ônibus.
Editou também a revista Canalha, da editora Brainstore, na qual retomou o personagem Zózimo Barbosa, criado para a Estação Leitura, com arte de Gustavo Machado e Paulo Borges, além de publicar quadrinhos europeus. Mais tarde, as aventuras do detetive, ambientadas no Rio de Janeiro dos anos 50, seriam reunidas no álbum O corno que sabia demais (Ediouro/Pixel, 2007)

Em 1999, criou a sua primeira graphic novel, em parceria com o desenhista Mozart Couto. Crônicas da Província, publicada pela editora Via Lettera, conta uma história no Mato Grosso, no período da República Velha. A dupla voltaria a se reunir para A Boa Sorte de Solano Dominguez (Editora Desiderata, 2007). Em 2002, publicou Canalha Especial pela Opera Graphica. Em 2011, a editora Quadrinhos na Cia publica Clara dos Anjos, escrita por Wander Antunes e ilustrada por Lelis (arte), o álbum é baseado na obra homônima de Lima Barreto.
Em 2015, foi anunciado que as histórias de Zózimo Barbosa seriam adaptadas em uma série de televisão da Rede Globo, a princípio com o título Zózimo, em março de 2017, o nome foi alterado para Cidade Proibida, estrelada por Vladimir Brichta e lançada em setembro do mesmo ano. Com o lançamento da série, Antunes anunciou o relançamento da série pela Devir Livraria, o álbum contaria com duas histórias inéditas, contudo, acabou sendo publicado pela Editora Noir.

## Na Europa
Em 2004, Antunes estreou no mercado europeu de histórias em quadrinhos com Gilda, primeiro volume da série Ernie Adams, publicada pela editora suíça Paquet.
Ainda pela Paquet, vieram Big Bill est mort (2005) e Un paradis distant (2006), ambos com o argentino Walther Taborda, Vieille Amérique (2005), com o mexicano Tony Sandoval, e a aventura de piratas L´oeil du diable, desenhada pelo espanhol Tirso.
Em 2010, a editora franco-belga Dupuis publicou seu álbum Toute la poussière du chemin, sobre um desempregado vagando pelos Estados Unidos na época da Grande Depressão

## Prêmios
- Troféu HQ Mix - Publicação mix - Revista Canalha - 2001
- Troféu HQ Mix - Roteirista - 2007
- Prix Marlysa: le coup de coeur (Festival de Chambery, França) - 2005